# Potamilus amphichaenus
Potamilus amphichaenus är en musselart som först beskrevs av Frierson 1898.  Potamilus amphichaenus ingår i släktet Potamilus och familjen målarmusslor. IUCN kategoriserar arten globalt som starkt hotad. Inga underarter finns listade i Catalogue of Life.